# Мішен-Каньйон (Каліфорнія)
Мішен-Каньйон (англ. Mission Canyon) — переписна місцевість (CDP) в США, в окрузі Санта-Барбара штату Каліфорнія. Населення — 2540 осіб (2020).

## Географія
Мішен-Каньйон розташований за координатами 34°27′22″ пн. ш. 119°43′1″ зх. д. / 34.45611° пн. ш. 119.71694° зх. д. (34.456216, -119.716969).  За даними Бюро перепису населення США в 2010 році переписна місцевість мала площу 4,01 км², з яких 3,93 км² — суходіл та 0,08 км² — водойми.

## Демографія
Згідно з переписом 2010 року, у переписній місцевості мешкала 2381 особа в 1020 домогосподарствах у складі 626 родин. Густота населення становила 594 особи/км².  Було 1075 помешкань (268/км²).
Расовий склад населення:
| - 92,1 % — білих - 1,7 % — азіатів - 0,7 % — корінних американців - 0,6 % — чорних або афроамериканців - 0,5 % — вихідців з тихоокеанських островів - 1,5 % — осіб інших рас |

До двох чи більше рас належало 3,0 %. Частка іспаномовних становила 8,3 % від усіх жителів.
За віковим діапазоном населення розподілялося таким чином: 15,5 % — особи молодші 18 років, 64,3 % — особи у віці 18—64 років, 20,2 % — особи у віці 65 років та старші. Медіана віку мешканця становила 51,3 року. На 100 осіб жіночої статі у переписній місцевості припадало 95,5 чоловіків;  на 100 жінок у віці від 18 років та старших — 97,0 чоловіків також старших 18 років.
Середній дохід на одне домашнє господарство  становив 160 244 долари США (медіана — 120 227), а середній дохід на одну сім'ю — 181 060 доларів (медіана — 147 159). За межею бідності перебувало 3,6 % осіб, у тому числі 0,0 % дітей у віці до 18 років та 4,4 % осіб у віці 65 років та старших.
Цивільне працевлаштоване населення становило 1298 осіб. Основні галузі зайнятості: освіта, охорона здоров'я та соціальна допомога — 25,2 %, виробництво — 16,1 %, науковці, спеціалісти, менеджери — 10,7 %, мистецтво, розваги та відпочинок — 10,3 %.